# Schweizer Friedhof (Berlin)
Der Schweizer Friedhof war ein Begräbnisplatz in Berlin, der vom späten 17. Jahrhundert bis zum Jahr 1738 genutzt wurde. Auf dem Friedhofsgelände wurde von 1701 bis 1708 die Neue Kirche (auch Deutsche Kirche) erbaut, die 1780 bis 1785 durch die Ergänzung eines größeren Turms zum Deutschen Dom wurde.

## Geschichte des Friedhofs
Die Gründung des Schweizer Friedhofs erfolgte durch den Kurfürsten Friedrich III. in den 1690er Jahren als Antwort auf den Zustrom von französischen Flüchtlingen in den Jahren 1698 und 1699, die sich zuerst in Bern in der Schweiz niedergelassen hatten. 1701 bis 1708 wurde ein Teil der Friedhofsfläche durch den Bau der Neuen Kirche überbaut, die verbleibende Fläche diente weiterhin als Begräbnisstätte.
Bereits 1738 erfolgte die Schließung des Friedhofs durch Friedrich Wilhelm I. mit der Begründung, dass die Ausdünstungen aus der Friedhofserde schädlich für die Pferde seien, die in den nahebei aufgebauten Ställen untergebracht waren. Diese Ställe wurden 1773 abgerissen, 1780 bis 1785 erfolgte der Ausbau der Neuen Kirche zum Deutschen Dom.